# Куколка (телесериал)
Куколка (англ. Dollface) — американский комедийный телесериал, созданный Джордан Вайс, премьера которого состоялась 15 ноября 2019 года на стриминговом сервисе Hulu. В ролях Кэт Деннингс, Бренда Сонг, Шэй Митчелл и Эстер Повицки.
В январе 2020 года Hulu продлил сериал на второй сезон, который вышел 11 февраля 2022 года.
В мае 2022 телесериал был закрыт после двух сезонов.

## Сюжет
Сериал рассказывает о «молодой женщине, которая — после того, как ее бросил парень — имеет дело со своим собственным воображением, чтобы буквально и метафорически вернуться в мир женщин и возродить женские дружеские отношения, которые она оставила позади».

## Актерский состав
- Кэт Деннингс — Джули Уайли, работает веб-дизайнером в оздоровительном центре Woöm
- Бренда Сонг — Мэдисон Максвелл, эксперт по связям с общественностью и лучшая подруга Джулс из колледжа, с которой она недавно воссоединилась.
- Шей Митчелл — Стелла Коул, другая лучшая подруга Джулс из колледжа, с которой она недавно воссоединилась.
- Эстер Повицки — Иззи Левин, одна из коллег Джулс в Woöm, ее подруга

## Список эпизодов

### Сезон 1 (2019)
| №  | Название                                   | Режиссёр         | Автор сценария  | Дата премьеры  |
| -- | ------------------------------------------ | ---------------- | --------------- | -------------- |
| 1  | «Guy's Girl» «Девушка парня»               | Мэтт Спайсер     | Джордан Вейс    | 15 ноября 2019 |
| 2  | «Homebody» «Домработница»                  | Стефани Лэнг     | Джордан Вейс    | 15 ноября 2019 |
| 3  | «Mystery Brunette» «Таинственная брюнетка» | Стефани Лэнг     | Сэм Джарвис     | 15 ноября 2019 |
| 4  | «Fun Friend» «Смешной друг»                | Стефани Лэнг     | Грейс Эдвардс   | 15 ноября 2019 |
| 5  | «Beauty Queen» «Королева красоты»          | Стефани Лэнг     | Харпер Дилл     | 15 ноября 2019 |
| 6  | «History Buff» «Любитель истории»          | Бреннан Шрофф    | Натаниэль Штайн | 15 ноября 2019 |
| 7  | «F*** Buddy» «Дружок-трахальщик»           | Алетия Джонс     | Халли Кантор    | 15 ноября 2019 |
| 8  | «Mama Bear» «Мамочка медведь»              | Алетия Джонс     | Халли Кантор    | 15 ноября 2019 |
| 9  | «Feminist» «Феминистка»                    | Бреннан Шрофф    | Джордан Вейс    | 15 ноября 2019 |
| 10 | «Bridesmaid» «Подружка невесты»            | Айра Унгерилидер | Джордан Вейс    | 15 ноября 2019 |

### Сезон 2 (2022)
| №  | Название                                        | Режиссёр          | Автор сценария                | Дата премьеры   |
| -- | ----------------------------------------------- | ----------------- | ----------------------------- | --------------- |
| 1  | «Travel Agent» «Туристический агент»            | Ниша Ганатра      | Джордан Вейс                  | 11 февраля 2022 |
| 2  | «Right-Hand Woman» «Праворукая женщина»         | Ниша Ганатра      | Мишель Надер                  | 11 февраля 2022 |
| 3  | «Boss Lady» «Леди босс»                         | Юлин Куан         | Джозефин Грин Чжан            | 11 февраля 2022 |
| 4  | «Power Player» «Властный игрок»                 | Адриана Роблз     | Лиз Эльверенли                | 11 февраля 2022 |
| 5  | «Miss Codependent» «Мисс Созависимость»         | Зои Кассаветис    | Сэм Джарвис                   | 11 февраля 2022 |
| 6  | «Space Cadet» «Космический кадет»               | Крис Рэй          | Лиз Эльверенли                | 11 февраля 2022 |
| 7  | «Molly» «Молли»                                 | Эмма Вестенберг   | Соломон Джоржджио             | 11 февраля 2022 |
| 8  | «Homecoming Queen» «Королева выпускного вечера» | Алетия Джонс      | Лиз Эльверенли и Джордан Вейс | 11 февраля 2022 |
| 9  | «Princess Charming» «Очаровательная принцесса»  | Дженнифер Арнольд | Джордан Вейс                  | 11 февраля 2022 |
| 10 | «Birthday Girl» «День рождения девушки»         | Алетия Джонс      | Джордан Вейс и Мишель Надер   | 11 февраля 2022 |